# Вили Торн
Вилијам Џозеф Торн (енгл. William Joseph Thorne; 4. март 1954 — 17. јун 2020) био је енглески играч снукера. Своју једину рангирану титулу у каријери освојио је 1985. године на турниру The Classic када је победио Клифа Торберна. Исте године је био финалиста Првенства Уједињеног Краљевства када је изгубио од Стива Дејвиса. Након што је завршио играчку каријеру, радио је као спортски коментатор снукер мечева.
Након што му је 18. марта 2020. откривена леукемија, 17. јуна исте године је преминуо од последица болести.

## Успеси

### Рангирана финала: 3 (1 победа, 2 пораза)
| Исход     | Година | Турнир                          | Противник у финалу | Резултат |
| --------- | ------ | ------------------------------- | ------------------ | -------- |
| Победник  | 1985   |                                 | Тери Грифитс       | 13 : 8   |
| Финалиста | 1985   | Првенство Уједињеног Краљевства | Стив Дејвис        | 14 : 16  |
| Финалиста | 1986   |                                 | Стив Дејвис        | 7 : 12   |